# Bardot (album)
Bardot è l'album di debutto del gruppo musicale pop australiano Bardot, pubblicato l'11 luglio 2000 dall'etichetta discografica WEA.
L'album è stato promosso dai singoli Poison, I Should've Never Let You Go, These Days.

## Tracce
CD (WEA 8573-83092-2 (Warner)
1. These Days - 3:39 (Colin Campsie/Phil Thornalley)
2. I Should've Never Let You Go - 4:27 (Tommy Faragher/Lotti Golden/Hinda Hicks)
3. Higher Than Heaven - 3:40 (Alan Glass/Laura Pallas/Jodie Wilson)
4. Poison - 3:20 (Darryl Sims/Michael Szumowski)
5. Missin' Your Love - 3:34 (Darren Dowlut/Dennis Dowlut)
6. Down - 3:41 (Nick Howard)
7. Other Side Of Love - 4:14 (Eliot Kennedy)
8. What Have You Done - 3:40 (Eliot Kennedy)
9. Love Me No More - 4:10 (Darren Dowlut/Dennis Dowlut)
10. Girls Do, Boys Don't - 3:26 (Dow Brain/Kara DioGuardi/Brad Young)
11. Holding On - 4:20 (Ashley Cadell)
12. Got Me Where You Want Me - 3:28 (Lindy Robbins/Kevin Savigar)

## Classifiche
| Classifica (2000) | Posizione raggiunta |
| ----------------- | ------------------- |
| Australia         | 1                   |
| Nuova Zelanda     | 1                   |